# John Brown (tennista)
John Brown (Melbourne, 12 luglio 1940) è un ex tennista australiano.

## Carriera
Nei tornei del Grande Slam ha ottenuto il suo miglior risultato raggiungendo i quarti di finale di doppio agli Australian Open nel 1969, in coppia con Toomas Leius.